# Diachrysia aereoides
Diachrysia aereoides là một loài bướm đêm trong họ Noctuidae.